# إزغاين (أعكيين)
إزغاين هو دُوَّار يقع بجماعة لوطا، إقليم الحسيمة، جهة طنجة تطوان الحسيمة في المملكة المغربية. ينتمي الدوّار لمشيخة أعكيين التي تضم دوارين. يقدر عدد سكانه بـ 523 نسمة حسب الإحصاء الرسمي للسكان والسكنى لسنة 2004.

## روابط خارجية
- البوابة الوطنية للجماعات الترابية
- المندوبية السامية للتخطيط